# Huis Bergh

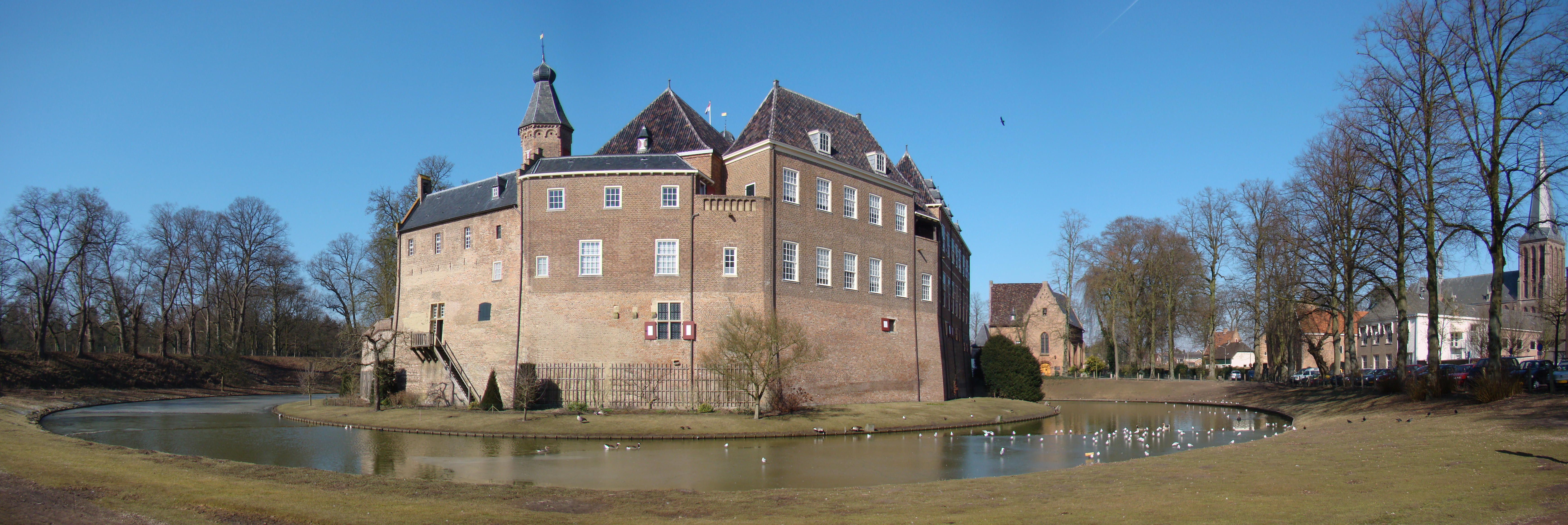
's-Heerenberg (Paesi Bassi): veduta panoramica di Huis Bergh

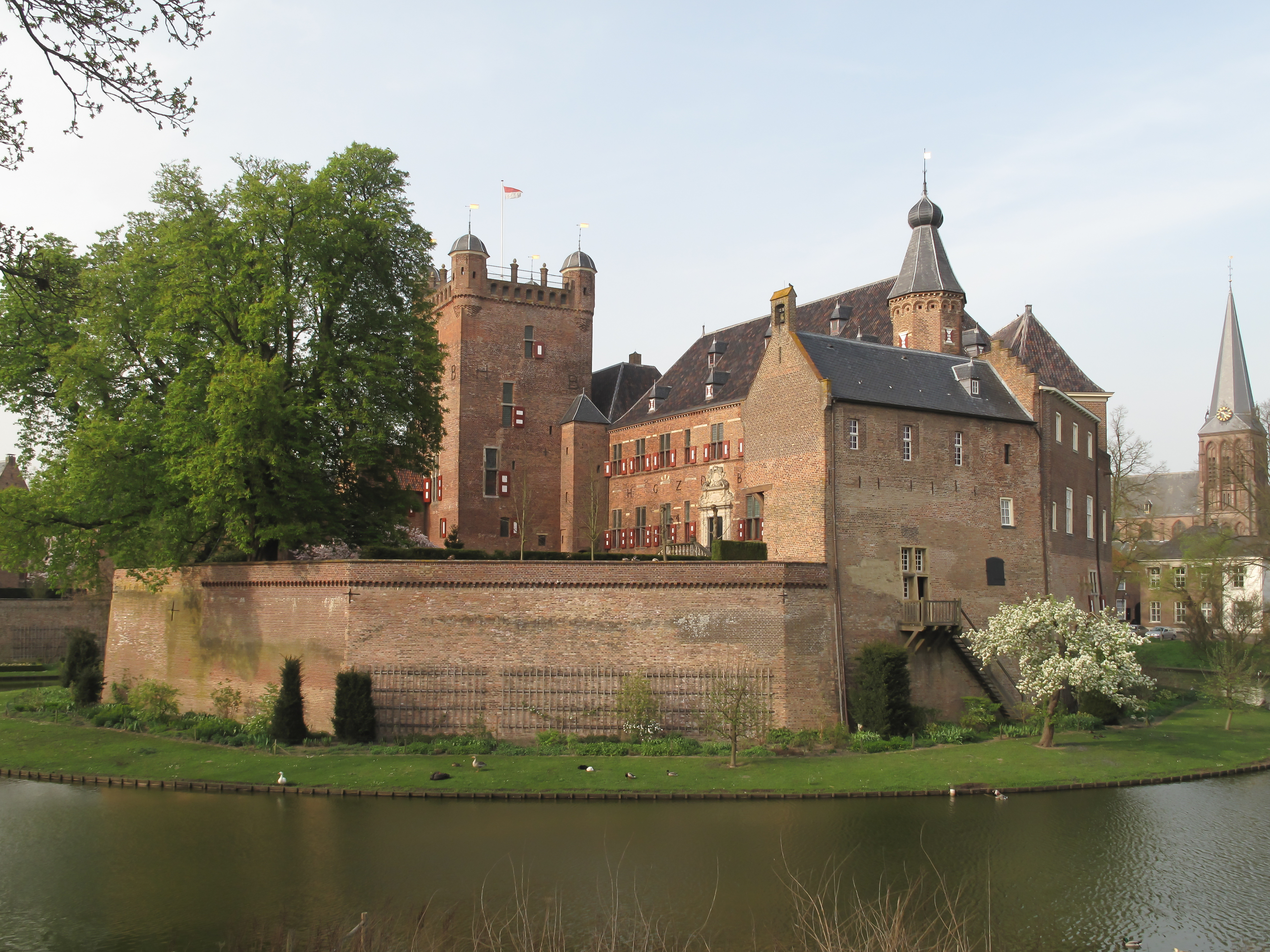
's-Heerenberg: Huis Bergh

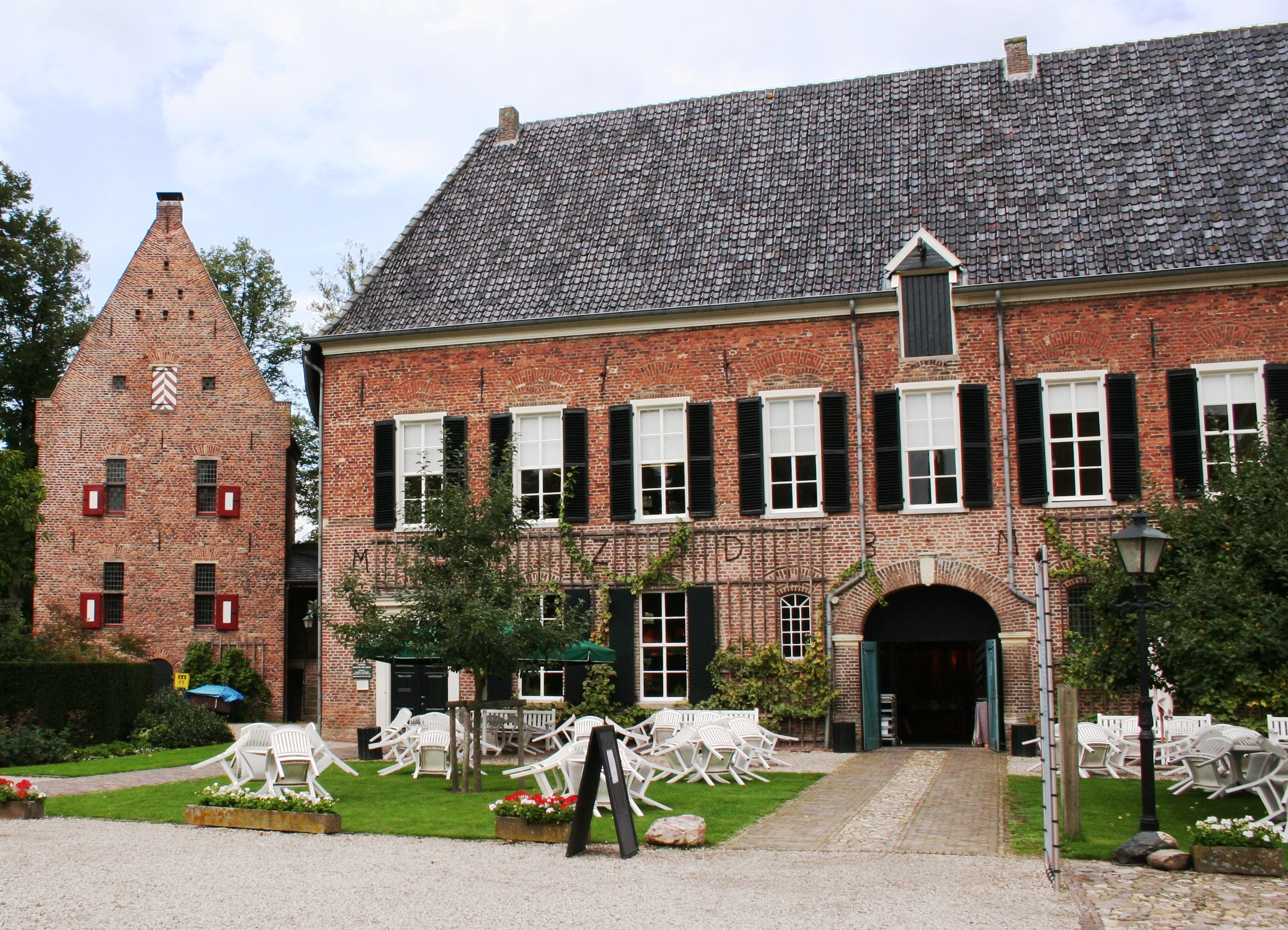
Un'ala del castello

Huis Bergh è un castello della cittadina olandese di 's-Heerenberg (comune di Montferland), nella regione dell'Achterhoek (Gheldria), realizzato nella forma attuale nel corso del XVIII secolo, ma le cui origini risalgono al XII secolo.  Un tempo residenza dei signori di Bergh e della famiglia Hohenzollern, è uno dei più antichi, oltre che uno dei più imponenti e importanti castelli del Paese
L'edificio è classificato come rijksmonument nr. 526787.

## Storia
Del casato di Bergh si hanno notizie sin dall'XI secolo, mentre il castello è menzionato sin dal secolo successivo. In quel periodo fu costruita probabilmente una torre di legno su un'isoletta.
Il primo piano del castello fu poi realizzato probabilmente agli inizi del XVI secolo.
Uno dei primi abitanti del castello fu il conte Willem IV van den Bergh (1537-1586), che sposò Maria van Nassau, diventando quindi il cognato di Guglielmo di Nassau.
Durante la guerra degli ottant'anni, il castello fu seriamente danneggiato. Per questo motivo, intorno al 1600 iniziò un'ampia opera di restauro.
L'ultimo proprietario appartenente al casato di Begh fu Oswald III. In seguito, il castello passò nelle mani della famiglia Hohenzollern.
Nel 1735, il castello fu seriamente danneggiato da un incendio. Fu quindi intrapresa una nuova opera di restauro, voluta dal proprietario Franz Wilhelm van den Bergh-Hohenzollern.
|  |

In un documento del 1843, si faceva poi riferimento a vari utilizzi dell'edificio, che fungeva da birreria, rimessa per le carrozze e stalla.
Nel 1912, il castello, rimasto fino ad allora di proprietà della famiglia Hohenzollern, fu ceduto da Wilhelm August von Hohenzollern-Sigmaringen a Jan Herman van Heek, proprietario della fabbrica tessile Van Heek, che fece intraprendere nuovi lavori di restauro.
Nel 1939 un nuovo disastroso incendio causò gravi danni al castello. L'edificio fu però nuovamente restaurato e riportato allo stato originale.
Dagli anni sessanta del XX seguito, l'edificio fu aperto al pubblico.